# Хріниця хрящувата
Хріниця хрящувата, хрінниця хрящувата (Lepidium cartilagineum) — вид рослин з родини капустяних (Brassicaceae); населяє східну й центральну Європу; західну й середню Азію, Пакистан.

## Опис
Багаторічна рослина 10–25 см. Стебло внизу голе, вгорі волосисте, розгалужене. Коренева шийка вкрита залишками старих листків. Листки товсті, грубі, сизі, зазвичай голі, прикореневі — еліптичні або яйцеподібні, цілокраї, з довгим черешком, стеблові — ланцетні, сидячі, біля основи стріловидно-стеблоохопні. Стручечки овальні або овально-ромбічні, з притупленою основою й загостреною верхівкою.

## Поширення
Населяє східну й центральну Європу; західну й середню Азію, Пакистан.
В Україні вид зростає на солонцях і солончаках, дуже рідко в Одеській області (смт Саврань, Балтський район, село Піщана, на р. Савранка).

## Використання
Дикий родич і потенційний донор генів для L. sativum.